# Walter Günther (Fußballspieler)
Walter Günther (* 18. November 1915; † 8. Mai 1989 in Duisburg) war ein deutscher Fußballspieler.

## Karriere

### Vereine
Günther gehörte von 1932 bis 1938 dem Duisburger TSV 1899, fusionsbedingt ab der Saison 1938/39, dem TuS Duisburg 48/99 an, für den er zunächst in der vom Westdeutschen Spiel-Verband durchgeführten Bezirksmeisterschaft in der Gruppe A des Bezirks Niederrhein Punktspiele bestritt.
Von 1933 bis 1945 kam er in der Gauliga Niederrhein, in einer von zunächst 16, später auf 23 aufgestockten Gauligen zur Zeit des Nationalsozialismus als einheitlich höchste Spielklasse im Deutschen Reich zum Einsatz, wobei Willy Busch, Hans Biallas, Friedel Holz und Toni Turek, der Weltmeister von 1954, zu seinen Mitspielern zählten. Eine Ausnahme bildete die Saison 1935/36, als er mit seinem Verein, abstiegsbedingt, in der zweitklassigen Bezirksliga spielte. Aus der Saison 1943/44 ging er mit der aus dem Duisburger SpV und dem TuS Duisburg 48/99 gebildeten Kriegsspielgemeinschaft als Meister hervor, wie auch in der Folgesaison. Durch die beiden Erfolge nahm die Kriegsspielgemeinschaft jeweils an den Endrundenspielen um die Deutsche Meisterschaft teil, wobei er lediglich das am 7. Mai 1944 mit 2:1 gegen den FC Schalke 04 gewonnene Achtelfinale und das am 21. Mai 1944 mit 0:3 verlorene Viertelfinale gegen den LSV Hamburg bestritt. Sein einziges Spiel um den Tschammerpokal, dem seit 1935 eingeführten Pokalwettbewerb für Vereinsmannschaften, bestritt er am 13. Juli 1941 bei der 0:1-Niederlage im Erstrundenspiel gegen Schwarz-Weiß Essen.
Nach dem Ende des Zweiten Weltkriegs spielte er zunächst wiederum beim TuS Duisburg 48/99 (Stadtmeisterschaft/Bezirksliga Rechter Niederrhein). Sodann bestritt er die Saison 1947/48 und 1948/49 in der zweitklassigen Landesliga Niederrhein und trug am Ende seiner zweiten Saison zum Aufstieg in die Oberliga West des Duisburger SpV bei.

### Auswahl-/Nationalmannschaft
Günther bestritt zwischen 1935 und 1937 vier Länderspiele für die A-Nationalmannschaft, wobei er am 18. August 1935 für die zweite Mannschaft – die erste spielte zeitgleich in München gegen die Nationalmannschaft Finnlands – in Luxemburg debütierte. Mit seinem in der 43. Minute erzielten Tor gewann die Nachwuchsmannschaft unter Sepp Herberger über die Nationalmannschaft Luxemburgs mit 1:0. Es war die Zeit als Reichstrainer Otto Nerz im August 1935 an der Sportschule Duisburg-Wedau in einem zweiwöchigen Lehrgang 60 Kandidaten für das olympische Fußballturnier 1936 in Berlin testete. Es folgten drei weitere Länderspiele gegen die Nationalmannschaften Polens, erneut Luxemburgs und der Niederlande, in der er zum Einsatz kam.
Als Spieler der Gauauswahlmannschaft Niederrhein kam er in der Saison 1936/37 in den Spielen um den Reichsbundpokal zum Einsatz, den er nach den Erfolgen über die Gauauswahlmannschaften Nordmark, Mitte und Berlin-Brandenburg – beim 4:3-Sieg steuerte er zwei Tore bei – am 27. Februar 1937 mit dem 2:1-Sieg über die Gauauswahlmannschaft Sachsen gewann. In den darauffolgenden Spielzeiten kam er zu weiteren Einsätzen in diesem Wettbewerb.

## Erfolge
- Gaumeister Niederrhein 1944
- Reichsbundpokal-Sieger 1937